# Coffee & Kareem
Coffee & Kareem är en amerikansk actionkomedi från 2020. Filmen är regisserad av Michael Dowse, med manus skrivet av Shane McCarthy.
Filmen hade svensk premiär på Netflix den 3 april 2020.

## Handling
Filmen handlar om den 12-årige Kareem Manning som anlitar en kriminell för att skrämma polisen James Coffee, som är Kareems mammas nya partner. Det går dock inte enligt plan utan istället tvingas Kareem och Coffee liera sig för att undgå Detroits största knarkkung.

## Rollista (i urval)
- Ed Helms – James Coffee
- Taraji P. Henson – Vanessa Manning
- Terrence Little Gardenhigh – Kareem Manning
- Betty Gilpin
- King Bach
- RonReaco Lee
- David Alan Grier